# Pensel
En pensel er et male- eller skriveredskab, der består af et skaft (håndtag) af træ eller kunsttof og et antal stive børster eller blødere hår samlet i en dusk, der holder på farven og afgiver denne til det, der males på. Pensler kan også bruges til påføring af andre stoffer end maling, lak og tusch. De kan opdeles i dekoratorbørster til maleri og dekoration og kunstnerbørster til brug for billedkunst. Børster eller hår kan stamme fra dyr, være plantefibre eller være fremstillet syntetisk. 

## Tidlige pensler
De tidligste pensler har formodentlig været plantestængler, der har været kvast til de blev trevlede i den ene ende. De kunne så samles lidt ved en bevikling. Sådanne pensler kendes fra det gamle Egypten. 

## Typer
Pensler fremstilles i et meget stort antal former og størrelser, hver især tilpasset bestemte anvendelser og med en særlig benævnelse. Bløde pensler med dyrehår eller bløde, syntetiske hår bruges gerne til akvarel, gouache og tusch. Pensler med stive børster kan f.eks. anvendes i oliemaleriet. Særlige pensler kan anvendes til at blødgøre penselstrøg og sløre grænsen mellem to farver i oliemaleriet, de såkaldte viftepensler. Mere almindelige pensler kan også benyttes til dette. Andre typer er spidse og langhårede, de såkaldte takkelagepensler og er udviklet til at male takkelagen på billeder af skibe. Slepperten er også langhåret, men skråt tilspidset. Den bruges til at trække kraftigere streger, evt. til brug ved ådring, dvs. at male en overflade, så den illuderer fint træ. Pensler med lange, bløde hår og flad spids kan anvendes som skrivepensler (typisk i vestlige lande) ved kalligrafi og skiltemaling (især tidligere). Pensler til brug i oliemaleriet har et langt skaft, der afbalancerer penslen.
I bl.a. Kina og Japan har man i årtusinder anvendt bløde, spidse pensler som skriveværktøj, hvilket har givet en særegen karakter til disse kulturers skrifttegn. Penslerne anvendes også til maleri og kræver en anderledes maleteknik end den, der normalt anvendes i Vesten. Nogle af disse pensler er fint udførte og dyre. Nogle kan være overordentligt store, når der skal males store skilte og lignende. 
Pensler anvendes til grovere male- og lakerearbejde, både de flade pensler, modlere og de runde ringpensler eller rundpensler, der især er velegnede til at male vinduesrammer og smalle lister. En pensel, der er rund og lidt spids, er god til sprosser. Særlige pensler med et knæk, radiatorpensler, benyttes til at male radiatorer. Svære pensler, ofte benævnt koste, benyttes til at påføre tapetklister på vægge og tapet eller til at påføre hvidtekalk eller vægmaling på en mur. Brede og runde pensler, skabelonpensler, med korte, stive hår kan benyttes til at duppe farve gennem en skabelon. 
Pensler kan benyttes til at påføre begitning på ubrændt keramik eller glasur på forglødet keramik. Særlige pensler med hårene anbragt i en pennepose (en del af en fjer) benyttes til påføring af porcelænsfarver ved porcelænsmaleri og maleri på emalje.
Pensler anvendes til påføring af neglelak og visse andre former for sminke. Pensler kan benyttes til at håndtere tynde snit, der skal mikroskoperes, når snittene skal anbringes på objektglassene.

## Priser
Pensler fremstilles i meget forskellige prislejer. Pensler med kunsthår, der maskinelt er fæstnet på skaftet, kan være ganske billige. Kunstnerpensler med mår- eller ilderhår, der ofte samles i hånden, kan være meget dyre, især i store størrelser. Disse pensler behandles derfor med stor omhu. 

## Behandling af pensler
Pensler bør ikke hvile på hårene, da det giver en tendens til spredning af hårene, men enten ligge ned eller stå med spidsen i vejret i en krukke eller tilsvarende. 
En pensel, hvor hårene er kommet til at stritte lidt, kan ofte reddes ved at vædes med vand og få påført en smule tapetklister, blive formet med fingrene og få lov at tørre. Dette tvinger hårene ind i deres gamle form. 
Pensler til oliemaling kan med fordel renses i særlige skylleapparater, hvor penslen gnides ren for farve mod et trådnet nedsænket i terpentin eller andet opløsningsmiddel. Farven samles da under trådnettet. Penselskafterne kan klemmes fast i en fjeder, så de kan hænge ned i terpentinen uden at hvile på børsterne.
Pensler kan i nogle tilfælde med fordel hvile på en lille buk, så spidsen ikke ligger på arbejdsbordet. Dette finder ofte sted ved arbejde med asiatiske skrivepensler. 

## Pensler i dyreriget
En art pensel fremstillet af et stykke bark anvendes af nogle løvhyttefugles hanner til at dekorere en danseplads, der benyttes under parringslegen. Man kan diskutere, om der er tale om en egentlig pensel.